# David Eugene Smith
David Eugene Smith (Cortland, 21 de janeiro de 1860 – Nova Iorque, 29 de julho de 1944) foi um matemático estadunidense.

## Educação e carreira
David Eugene Smith é considerado um dos fundadores do campo da educação matemática. Foi presidente da Mathematical Association of America em 1920 e foi presidente da History of Science Society em 1927. Foi editor do Bulletin da American Mathematical Society; traduziu o Famous Problems of Geometry,  de Felix Klein, History of Mathematics de Fink e Treviso Arithmetic. Editou Augustus De Morgan A Budget of Paradoxes (1915).

## Obras
- Plane and Solid Geometry (1895), com Wooster Woodruff Beman[3]
- History of Modern Mathematics (1896; as a separate work, 1910) Cornell Historical Math Monographs
- The Teaching of Elementary Mathematics (1900) Cornell Historical Math Monographs
- Intermediate Arithmetic (1905)
- The Teaching of Arithmetic (1909; revised edition, 1913)
- The Teaching of Geometry (1912)
- Rara Arithmetica (1908)[4]
- The Hindu-Arabic Numerals (1911), com Louis Charles Karpinski
- A Bibliography on the Teaching of Mathematics (1912), com Charles Goldziher
- A History of Japanese Mathematics (1914), com Yoshio Mikami
- Number Stories of Long Ago (1919)
- Mathematics In series Our Debt to Greece and Rome. (1923) Michigan  Historical Math Collection
- History of Mathematics: 2 Volumes (1923/5). Reprinted Dover, 1958.
- A History of Mathematics in America before 1900 (1934),[5] com Jekuthiel Ginsburg; Carus Mathematical Monographs